# Bojana Milenković
Bojana Milenković (Belgrado, 6 marzo 1997) è una pallavolista serba, schiacciatrice del Prometej.

## Carriera

### Club
La carriera professionistica di Bojana Milenković inizia nel 2013 quando, dopo aver compiuto la trafila nelle formazioni giovanili del
Crnjanski ed aver esordito in prima squadra, viene ingaggiata dalla Stella Rossa con cui disputa la Superliga; nell'annata d'esordio si aggiudica la Coppa di Serbia, che rimane l'unico titolo conquistato nelle cinque stagioni con la formazione di Belgrado.
Nella stagione 2018-19 si trasferisce nella Serie A1 italiana, ingaggiata dalla Savino Del Bene, da cui si separa alla fine di gennaio 2020, sposando pochi giorni dopo la proposta delle kazake dell'Altay; già nella stagione seguente rientra in Europa, precisamente in Romania, per disputare la Divizia A1 con l'Alba-Blaj, formazione con cui conquista la Coppa nazionale, mentre in quella 2021-22 si trasferisce alle polacche del Chemik Police aggiudicandosi lo scudetto.
Nella stagione 2022-23 torna nuovamente all'Alba-Blaj, con cui si vince il campionato, mentre nell'annata successiva si accasa al Prometej, militante nella Superliha ucraina: conquista la Supercoppa, venendo premiata come MVP.

### Nazionale
Viene convocata dalle selezioni giovanili serbe, conquistando con la nazionale under 19 il campionato europeo 2014, ricevendo il premio individuale come miglior schiacciatrice della competizione, mentre l'anno successivo con la nazionale under 20 prende parte al campionato mondiale di categoria dove, nonostante il quinto posto finale, viene nuovamente premiata come migliore schiacciatrice del torneo.
Nel 2016 esordisce nella nazionale maggiore e dall'estate seguente entra stabilmente nella rosa guidata da Zoran Terzić che nel biennio 2017-2018 conquista la medaglia di bronzo al World Grand Prix e si aggiudica il campionato europeo 2017 e il campionato mondiale 2018: durante la manifestazione iridata subisce un grave infortunio al legamento crociato anteriore del ginocchio sinistro che la costringe a terminare anzitempo il torneo e ad un'operazione chirurgica che la tiene lontano dai campi per l'intera stagione 2018-19.
Nel 2019 vince la medaglia d'oro al campionato europeo, mentre nel 2021 conquista la medaglia di bronzo ai Giochi della XXXII Olimpiade di Tokyo e quella d'argento al campionato europeo. Nel 2022 giunge terza alla Volleyball Nations League e vince l'oro al campionato mondiale.

## Palmarès

### Club
- Campionato polacco: 1

2021-22
- Campionato rumeno: 1

2022-23
- Coppa di Serbia: 1

2013-14
- Coppa di Romania: 1

2020-21
- Supercoppa ucraina: 1

2023

### Nazionale (competizioni minori)
- Campionato europeo under 19 2014

### Premi individuali
- 2014 - Campionato europeo under 19: Migliore schiacciatrice
- 2015 - Campionato mondiale under 20: Migliore schiacciatrice
- 2023 - Supercoppa ucraina: MVP